# Пидпула
Пидпула — гора в северо-западной части массива Свидовец (Украинские Карпаты, в рамках Тячевского района Закарпатской области). Расположена на хребте Шаса — крупнейшего северо-западного ответвления главного Свидовецкого хребта. Высота Пидпулы — 1634 м (по другим данным — 1629 м). Подножия покрытые лесами, ближе к вершине —  полонины с черничниками. Место произростания редкого растения — нарцисса узколистного, занесённого в Красную книгу Украины. Северный, северо-восточный и юго-восточный склоны пологие, западный, южный и восточный — крутые.
Восточнее Пидпулы расположена гора Татарука (1707 м), на юго-востоке — гора Унгаряска (1707 м), на юге — Малая Куртяска (1644 м), на западе — Под стогом (1378 м), на северо-запад — Берляска (1555 м).
Через Пидпулу проходит туристический маршрут от села  Лопухов до главного хребта Свидовецкого массива.
Ближайшие населённые пункты: село  Чёрная Тиса, посёлок Усть-Чорна, село  Красная.